# Softphone

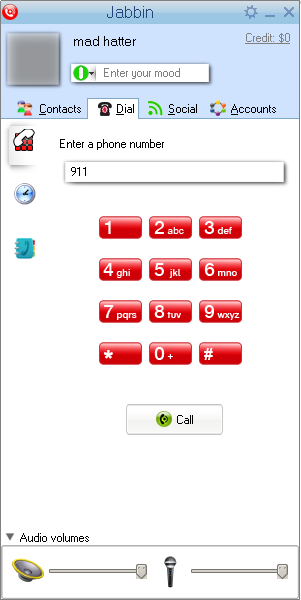
Ejemplo de aplicación Softphone

Un softphone (en inglés combinación de software y de telephone) es un software que es utilizado para realizar llamadas a otros softphones o a otros teléfonos convencionales usando un VSP (Voz sobre IP) o ToIP (Telefonía sobre IP).
Normalmente, un softphone es parte de un entorno Voz sobre IP y puede estar basado en el estándar SIP/H.323 o ser privativo. Hay muchas implementaciones disponibles, como la ampliamente disponible Skype, Windows Messenger o NetMeeting de Microsoft .
Los softphone típicos basados en SIP actualmente comprenden - eyeBeam de CounterPath (anteriormente Xten), OpenWengo, Nexge, sipXphone, Adore Stphone, Express Talk, Zoiper, StarTele Logic, Vippie, Tragofone y SJphone. 
Funcionan bien con la mayoría de los ITSP - Proveedores de Servicios de Telefonía por Internet. Se puede conectar usando un teléfono USB o un enlace usb a un softphone y obtener un servicio gratuito VoIP de teléfono a teléfono.
El muy popular Skype no es simplemente un softphone sino un servicio P2P VOIP.
Los softphone son realmente parte de un grupo tecnológico mayor, el CTI (Integración Computadora Telefonía).
Algunos softphones están implementados completamente en software, que se comunica con las PABX a través de la (LAN) Red de Área Local - TCP/IP para controlar y marcar a través del teléfono físico. Generalmente se hace a través de un entorno de centro de llamadas, para comunicarse desde un directorio de clientes o para recibir llamadas. En estos casos, la información del cliente aparece en la pantalla de la computadora cuando el teléfono suena, dando a los agentes del centro de llamadas determinada información sobre quién está llamando y cómo recibir y dirigirse a esa persona.
- Datos: Q635540